# Praktsöta
Praktsöta (Solanum seaforthianum) är en art i familjen potatisväxter som förekommer från  Mexiko och söderut till norra Sydamerika. 
Klättrande buskar med slanka stammar, 3-4 meter låga. Bladen är strödda, äggrunda, vanligen djupt parflikiga med 3-9 flikar, 5-8 cm långa, med kort håriga kanter och körtelhåriga skaft.
Blommorna är tvåkönade och kommer upp till 50 stycken i stora vippor. Dessa är först toppställda, men blir senare ofta genomväxta av skott. Fodret är rörformigt 1-2 mm lång med rundade flikar. Kronan är lilablå, stjärnlik och djupt femflikig, 2-3 cm i diameter. Frukten är ett glänsande runt, rött bär, cirka 1 cm i diameter. Självfertil.

## Synonymer
- Solanum botryophorum Ridl.
- Solanum cyrrhosum Humb. & Bonpl. ex Dun.
- Solanum kerrii Bonati
- Solanum prunifolium Willd. ex Roem. & Schult.
- Solanum salignum Willd. ex Roem. & Schult.
- Solanum seaforthianum Andrews
- Solanum seaforthianum var. disjunctum O.E.Schulz
- Solanum tenuifolium Dunal
- Solanum venustum Kunth

### Webbkällor
- Solanaceae Source
- Wikimedia Commons har media som rör Praktsöta.